# Palaeocircus cuvieri
Palaeocircus cuvieri — викопний вид яструбоподібних птахів родини яструбових (Accipitridae), що існував в Європі у пізньому еоцені (37 — 34 млн років тому). Викопні рештки птаха знайдено у Монмартрі в Франції.